# Horst Leipholz
Horst Hermann Eduard Leipholz (* 26. September 1919 in Plönhöfen, Ostpreußen; † Winter 1988 in Waterloo (Ontario)) war ein deutscher Ingenieurwissenschaftler und Bauingenieur.
1927 emigrierte seine Familie mit ihm nach Brasilien und er wuchs bis 1935 in Curitiba auf. Danach ging er wieder zurück nach Deutschland und studierte nach dem Abitur in Berlin (1939) an der TH Charlottenburg Mathematik und Physik. Er wurde 1940 eingezogen und war bis 1945 Soldat in der Wehrmacht, wo er an der Ostfront schwer verwundet wurde. Nach dem Krieg ging er in den Westsektor und studierte Bauingenieurwesen an der Staatsbauschule für Hoch- und Tiefbau in Holzminden mit dem Abschluss als Tiefbauingenieur 1947 und als Hochbauingenieur 1950. Danach arbeitete er als Bauingenieur, setzte aber 1953 sein Studium der Mathematik an der TH Stuttgart fort mit dem Diplom 1958. Danach war er Assistent von Kurt Magnus in Stuttgart und wurde bei ihm 1959 promoviert (Ein Beitrag zu dem Problem der Knickung einer geraden Welle durch Druck- und Torsionsbeanspruchung). 1963 habilitierte er sich (Ein Beitrag zu dem Problem des Kreisels mit drehzahlunabhängiger Selbsterregung) und wurde außerplanmäßiger Professor. Im gleichen Jahr wurde er Professor für Mechanik und Festigkeitslehre (ein neu geschaffener Lehrstuhl) an der Fakultät für Maschinenbau der TH Karlsruhe. Nach einem Gastaufenthalt an der University of Waterloo 1968 wurde er dort im Folgejahr Professor zunächst für Bauingenieurwesen und dann für Maschinenbau.  Er war dort Vorstand der Fakultät für Mechanik und Bauingenieurwesen und Dekan für Graduate Studies. 1986 wurde er emeritiert. Er starb im Winter 1988 auf dem Campus seiner Universität.
Von ihm stammen über 200 wissenschaftliche Publikationen und er war auch für seine Lehre bekannt (er erhielt einen Preis für Lehre an der University of Waterloo). Er befasste sich besonders mit der Stabilität nicht-konservativer Systeme in der Mechanik und Variationsproblemen in der Mechanik.
Er war Ehrendoktor der Carleton University und der University of Waterloo und erhielt den Cancam Award des Canadian Congress of Applied Mechanics. Seit 1995 gibt es eine Horst Leipholz Medal der Sektion Engineering Mechanics der Canadian Society of Civil Engineers. Er war Fellow der American Academy of Mechanics, des Engineering Institute of Canada und der Canadian Society of Mechanical Engineers.

## Schriften
- Stabilitätstheorie: Eine Einführung die Theorie der Stabilität dynamischer Systeme und fester Körper, Teubner 1968
- Stability theory : an introduction to the stability of dynamic systems and rigid bodies, Teubner  1987
- Einführung in die Elastizitätstheorie, Karlsruhe: Braun 1968
- Festigkeitslehre für den Konstrukteur, Springer 1969
- Die direkte Methode der Variationsrechnung und Eigenwertprobleme der Technik, Karlsruhe: Braun 1975
- Stabilität elastischer Systeme, Karlsruhe: Braun 1980
- mit M. Abdel-Rohman: Control of Structures, Dordrecht: Nijhoff 1986
- Herausgeber: Stability of elastic structures, Springer 1978
- Herausgeber mit  S. T. Ariaratnam: Stochastic problems in mechanics, University of Waterloo 1974
- mit V. V. Bolotin (Hrsg.): Random vibrations of elastic systems, Springer 1984